# Cryptaspidia ferrugata
Cryptaspidia ferrugata är en insektsart som beskrevs av Melichar. Cryptaspidia ferrugata ingår i släktet Cryptaspidia och familjen hornstritar. Inga underarter finns listade i Catalogue of Life.